# Vakfıkebir
Vakfıkebir (früher: Büyükliman, Pholí) ist eine Stadtgemeinde (Belediye) im gleichnamigen Ilçe (Landkreis) der Provinz Trabzon und gleichzeitig eine Gemeinde der 2012 geschaffenen Büyüksehir belediyesi Trabzon  (Großstadtgemeinde/Metropolprovinz Trabzon). Seit der Gebietsreform 2013 ist die Gemeinde flächen- und einwohnermäßig identisch mit dem Landkreis.

## Geschichte
Vakfıkebirs genaues Gründungsdatum ist nicht bekannt, allerdings war es bereits vor Jahrhunderten ein Teil vom Reich der Hethiter, der Römer, dem Byzantinischen Reich und Trapezunt. Im Jahr 1461 wurde sie durch das Osmanische Reich erobert. 1874 wird ein Landrat (Kaymakam) genannt. Die auf dem Stadtlogo zu findende Jahreszahl (1877) dürfte auf das Jahr der Bildung einer Belediye (Stadtgemeinde) hinweisen.
Ihren heutigen Namen erhielt die Stadt durch Gülbahar Hatun, die Mutter von Selim I., damaliger Sultan des Osmanischen Reiches. Ihre in Trabzon gegründete Hatuniye Stiftung, welche auch die Umsätze Vakfıkebirs erhielt, sorgte dafür, dass die damals noch als Büyükliman bekannte Stadt ihren heutigen Namen erhielt, welcher übersetzt "Große Stiftung" bedeutet.
Während des Ersten Weltkrieges wurde die Stadt am 20. Juli 1916 durch das Russische Reich besetzt, diese Besetzung endete am 14. Februar 1918.

## Verwaltung
Im Jahr 1954 spaltete sich das im Süden Vakfıkebirs gelegene Tonya ab und wurde ein eigener Kreis. Zwischen 1987 und 1990 folgten das im Westen gelegene Beşikdüzü und Şalpazarı sowie das im Osten gelegene Çarşıbaşı. Der Kreis Vakfıkebir büßte dadurch etwa 80 % seiner Fläche ein.
(Bis) Ende 2012 bestand der Landkreis neben der Kreisstadt aus der Stadtgemeinde (Belediye) Yalıköy sowie 34 Dörfern (Köy), die während der Verwaltungsreform 2013 in Mahalle (Stadtviertel, Ortsteile) überführt wurden, die neun existierenden Mahalle der Kreisstadt blieben unverändert erhalten. Die Anzahl der Mahalle stieg von 13 auf 44. Den Mahalle steht ein Muhtar als oberster Beamter vor.
Ende 2020 lebten durchschnittlich 594 Menschen in jedem dieser derzeit 46 Mahalle, 5929 Einw. im bevölkerungsreichsten (Kemaliye).